# Santísima Trinidad y las Ánimas
Il galeone da 80 cannoni Santísima Trinidad fu Almiranta della Armada del mar Océano

## Storia
Il galeone Santísima Trinidad y las Ánimas fu costruito nel Real Astillero di Colindres (Cantabria), in Spagna, come Almiranta della Armada del mar Océano.  Il progetto della nuova nave, approvato dalla Junta de las Armadas, fu disegnato da Jerónimo de Eguía e il contratto di costruzione, insieme a quello dei galeoni Nuestra Señora de la Concepción y de las Ánimas e San Francisco, fu assegnato a don Millán Ignacio de Iriarte y Gaztelu  Prima unità ad essere impostata a Colindres, il 29 maggio 1685, fu la Capitana Nuestra Señora de la Concepción y de las Ánimas, e con il procedimento dei lavori emersero problemi lagati al cantiere navale, tanto che Junta de Armadas studiò il caso, e il 16 marzo 1686 il Segretario del Consiglio di guerra Gabriel Bernaldo de Quiros y Mazo de la Vega, I marchese di Monreal, ordinò a Iriarte y Gaztelu di accumulare immateriali necessari alla costruzione della rimanenti due navi, in quanto erano già stati stanziati i fondi necessari.
Impostato sotto la supervisione di Pedro Antonio de Oruña Montezillo, si trattava della più grande nave costruita a Colindres, con un dislocamento di 1.665 tonnellate.  Nel corso del 1687 Antonio Gaztañeta fu inviato a sovrintendere al completamento della nave e alla costruzione della nuova Almiranta Santísima Trinidad, e dove, nel 1788, iniziò a scrivere il suo libro Arte de Fabricar Reales, che terminò nel 1691 e dove si possono consultare le dimensioni del galeone Nuestra Señora de la Concepción y de las Ánimas. Il Santísima Trinidad fu varato nel 1692, e la sua costruzione fu terminata nel porto di Santoña entrò in servizio nel corso del 1699. Il 9 settembre dello stesso anno salpò da quest'ultimo porto con un equipaggio ridotto di 475 uomini tra marittimi e soldati, per raggiungere Cadice, formando una squadra navale al comando dell'ammiraglio don Mateo de Laya con il Santa María de Tézano y las Ánimas, il   Nuestra Señora de Begoña y las Ánimas, e il San Francisco.
Tra il 1699 e il 1700, la Santísima Trinidad doveva essere tra le navi che salparono da Cadice con la squadra navale di don Pedro Fernández Navarrete che si apprestava a espellere gli scozzesi dagli insediamenti di Darién. Il galeone era ancora nella fase finale dell'addestramento dell'equipaggio e non aveva tutte le dotazioni, a causa di una carenza di fondi destinati al loro acquisto, e il Consiglio di Guerra decise a metà del maggio 1700 che sia la Capitana Nuestra Señora de la Concepción y de las Ánimas che la Almiranta Santissima Trinidad non partissero, essendo entrambe le navi disarmate per completare gli equipaggi e le dotazioni del resto della squadra, con Navarrete che salpò alzando la sua insegna sul San Francisco.
Persa la Flotta della Nuova Spagna a Vigo nel 1702, non erano state inviate più flotte in America dal 1700. Il direttore della Real Maestranza di Cadice Francisco Antonio Garrote il 3 marzo 1703 firmò con la Corona spagnola un contratto per mandare una spedizione navale a Veracruz, in Messico, di una flotta di navi cariche di mercurio. Garrote propose che la Santísima Trinidad fosse assegnata a tale impresa, caricata con 8.000 quintali di mercurio, trasportati all'interno delle sue stive. Il capitano generale dell'Armada del mar Océano, don Pedro Fernández de Navarrete y Ayala inizialmente non accettò di rinunciare a questa nave per molte ragioni, e il galeone fu consegnato a Garrote il 13 aprile procedendo subito al suo allestimento, modificandone i magazzini per il deposito delle merci, per il quale Garrote assunse due squadre di trentasei carpentieri ciascuna. Quasi pronto, a causa di vari contrattempi, fu evidente che il galeone non sarebbe salpato prima del primo maggio, e fu sostituito dal galeone Nuestra Señora de Begoña y las Ánimas.
Nel 1701 il Nuestra Señora de la Concepción y de las Ánimas era nave di bandiera di Navarrete y Ayala, mentre il Santísima Trinidad era al comando del capitano Antonio Gaztañeta. Entrambe la navi facevano parte di una squadra navale di 25 unità al comando dell'ammiraglio francese D'Estrées.
Il 31 maggio 1704 fu preso il considerazione che il galeone servisse come Capitana della flotta, ma fu presto disarmato con l'arrivo a Cadice della Nuestra Señora de Begoña y las Ánimas, che era appena ritornata da Veracruz e si trovava in buone condizioni. Alla fine la flotta non salpò a causa dello scoppio della guerra di successione spagnola.
Ancora una volta il galeone fu nuovamente incluso, nel dicembre 1705, nella Flotta della Nuova Spagna che doveva salpare nel 1706, e tenendo conto che era appena arrivato a Cadice dal golfo di Biscaglia, necessitavano circa 20.000 pesos per la sua preparazione. In questa nuova occasione non salpò nemmeno con la flotta, che lasciò Cadice nel marzo 1706, venendo nuovamente sostituita dalla Nuestra Señora de Begoña y las Ánimas. Le ragioni addotte furono la mancanza di unità della Armada del mar Océano, mentre l'arsenale di Cadice riferì che l'elevato pescaggio della Santísima Trinidad, 16 cubiti zavorrata, rendeva sconsigliabile l'ancoraggio a Veracruz, dato che la profondità delle acque del porto raggiungevano solo i 15 cubiti, e fu sostituito da altra nave per decisione del Consiglio delle Indie.
Sia la Capitana Nuestra Señora de la Concepción y de las Ánimas che l'Almiranta Santísima Trinidad erano in cattive condizioni generali per affrontare le squadre nemiche che assediavano la costa spagnola. Nel 1705 si temeva un nuovo attacco anglo-olandese a Cadice e si pensò di affondarli nei canali di accesso alla baia di Cadice. Quattro navi furono effettivamente affondate per impedire il passaggio dello squadra nemica, ma non il Santísima Trinidad che fu definitivamente demolito a Cadice nel 1706 o 1712.

### Annotazioni
1. ↑  Esso si basava sulla memoria Medidas para la fábrica de un bajel de porte 1.300 ton poco más o menos. Capaz del manejo de noventa cañones y del empleo de Capitana real del Mar occéano.

### Fonti
1. 1 2 3 4 5 6 7 8 9 10 11 12 13  Todoavante.
2. 1 2 3 4 5 6 7 8 9  Todoababor.
3. ↑  Ramos 2007, p. 20.
4. ↑  Cunchillos, Ramos, Galán 1997, p. 83.
5. ↑  Ramos 2007, p. 21.
6. ↑  Ramos 2007, p. 22.
7. ↑  Cunchillos, Ramos, Galán 1997, p. 93.
8. ↑  Duro 1899, p. 309.